# Chrysoctenis
Chrysoctenis är ett släkte av fjärilar. Chrysoctenis ingår i familjen mätare.
Kladogram enligt Catalogue of Life:
| Chrysoctenis | \| \| Chrysoctenis cinneretharia \| \| \| \| \| \| Chrysoctenis filacearia \| \| \| \| \| \| Chrysoctenis pepussilaria \| \| \| \| \| \| Chrysoctenis perpusillaria \| \| \| \| \| \| Chrysoctenis ramosaria \| \| \| \| \| \| Chrysoctenis transiens \| \| \| \| \| \| Chrysoctenis vittaria \| \| \| \| |
|              | \| \| Chrysoctenis cinneretharia \| \| \| \| \| \| Chrysoctenis filacearia \| \| \| \| \| \| Chrysoctenis pepussilaria \| \| \| \| \| \| Chrysoctenis perpusillaria \| \| \| \| \| \| Chrysoctenis ramosaria \| \| \| \| \| \| Chrysoctenis transiens \| \| \| \| \| \| Chrysoctenis vittaria \| \| \| \| |
|              | Chrysoctenis cinneretharia |
|              | |
|              | Chrysoctenis filacearia |
|              | |
|              | Chrysoctenis pepussilaria |
|              | |
|              | Chrysoctenis perpusillaria |
|              | |
|              | Chrysoctenis ramosaria |
|              | |
|              | Chrysoctenis transiens |
|              | |
|              | Chrysoctenis vittaria |
|              | |